# Myriophyllum mattogrossense
Myriophýllum mattogrossénse (лат.) — вид цветковых растений рода Уруть (Myriophyllum) семейства Сланоягодниковые (Haloragaceae). В природе встречается в Южной Америке. Является популярным аквариумным растением. Первоначально описан Фредериком Хёне как Myriophyllum matogrossensis Hoehne, но в соответствии со статьёй 60 МКН видовой эпитет исправлен на M. matogrossense.

## Описание
Многолетнее, травянистое, водное растение. Стебель длиной 30—60 см длиной и диаметром 2 мм. Стебли и листья с маленькими железами. Листья собраны в мутовку по 3—4 штуки. Цветки располагаются одиночно в пазухах листьев, двуполые. Андроцей состоит из 4 тычинок. Цветение в течение всего года. Плоды шаровидные, 4-лопастные, длиной 7—9 мм.

## Распространение
Встречается в Бразилии, Боливии, Перу, Эквадоре.